# كتابة روسية خطية
الكتابة الروسية الخطية أو الكتابة الروسية اليدوية (بالروسية: русское рукописное письмо) أو (بالروسية: русский рукописный шрифт) هي طريقة لكتابة الأحرف السيريلية الروسية، تُستخدم عند كتابة الأحرف المتصلة باليد، وكذلك عند الكتابة باستخدام خطوط مطبعية خاصة تحاكي مثل هذا النمط. يختلف نمط الحروف بشكل كبير عن الخط المطبعي. وقد تطور الخط المائل الروسي المطبوع تحت تأثير الكتابة الخطية.

الأبجدية الروسية مكتوبة بالطريقة الخطية بخط حاسوبي

## صور توضيحية

مقارنة ما بين "الكتابة الطباعية" و"الكتابة الطباعية المائلة" (الخط المائل) والكتابة الخطية (اليدوية).

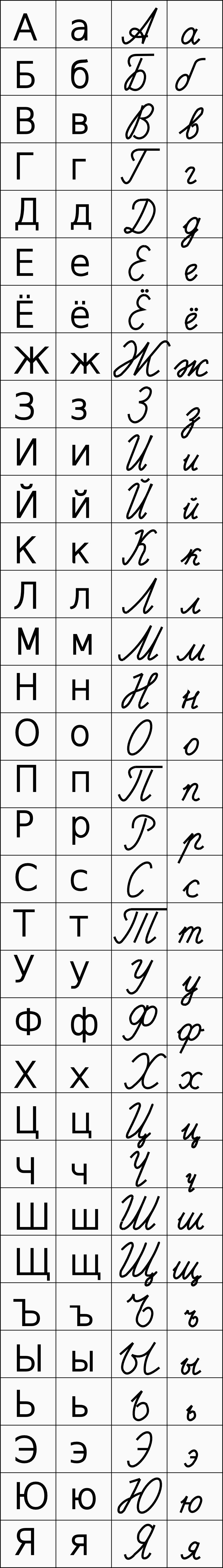